# Agadirkrisen
Agadirkrisen, også kaldet den anden marokkanske krise eller Pantherspringet, var en international krise, som opstod efter, at den tyske kanonbåd SMS Panther blev sendt til den marokkanske havneby Agadir den 1. juli 1911.

## Forløb
Efter at franske myndigheder havde rapporteret om uroligheder i den marokkanske by Fez, blev franske styrker sendt til byen for at genoprette ro og orden. Franskmændene indtog Fez den 21. maj 1911, og ligeledes Rabat. Den tyske udenrigsminister Alfred von Kiderlen-Waechter mente, at dette var et brud mod Algecirastraktaten, og sendte - muligvis uden at rådføre sig med resten af regeringen - kanonbåden SMS Panther til Agadir, hvor den fremsatte de tyske krav den 1. juli. Kiderlen-Wächter regnede med, at Frankrig ville blive isoleret og komme til som modydelse for Det Tyske Kejserriges eventuelle accept af fransk herredømme over hele Marokko at overdrage store landområder i Afrika, frem for at risikere en krig om Marokko.
SMS Panthers påskud for at ankomme Agadir var forsvaret af tyske handelsinteresser. Efter få dage blev SMS Panther erstattet af to andre tyske krigsskibe, hjælpekrydseren SMS Berlin og kanonbåden SMS Eber. En tysk civilist 100 km nordenfor rejste sydpå for at blive reddet, men ankom til Agadir først tre dage efter, at Panther var kommet dertil.
Frankrig fik imidlertid støtte både af Storbritannien og Rusland, mens Tysklands allierede Østrig-Ungarn og Italien ikke gav Tysklands projekt deres tilslutning. Tyskland blev nødt til at redde sig ud af situationen.
Ved Marokko-Kongo-traktaten 4. november 1911 accepterede Tyskland Frankrigs stilling i Marokko, i bytte mod territorium under den franske ækvatorialafrikanske koloni Mellemkongo (Neukamerun). I tyske øjne var kompensationen imidlertid utilstrækkelig. Den konservative tyske politiker Ernst von Heydebrand und der Lasa (1851-1924) kritiserede rigskansler Theobald von Bethmann Hollweg for ikke at være aggressiv nok i sin udenrigspolitik. Heydebrand udtalte skæbnesvangert i rigsdagen: "Tyskland ved nu, hvem vores virkelige fjende er." Det var England, han mente.
I marts 1912 måtte Marokko formelt opgive sin suverænitet til fordel for Frankrig i Fez-traktaten.

## Krisen og stormagtsalliancerne
Agadirkrisen viste, at landene i trippelententen sandsynligvis ville komme til at støtte hinanden i tilfælde af en stor international konflikt, men at Østrig-Ungarn og Italien formodentlig ikke ville komme Tyskland til hjælp med mindre, de selv blev angrebet først.